# Підзвітність
Підзвітність — відносини між наділеними владою і тими, хто таку владу їм надав, у яких останні мають право утримувати перших у межах певного набору стандартів, оцінювати, наскільки повно вони виконують свої обов'язки в світлі цих стандартів, накладати санкції, якщо буде встановлено їх невиконання. Наділені владою зобов'язані доповідати і обговорювати результати своїх дій у межах своїх повноважень.
Концепція підзвітності отримала значний вплив у роботах нідерландського політолога Марка Бовенса і так званої «Утрехтська школа» підзвітності. Марк Бовенс розрізняє підзвітність як необхідну чесноту, і підзвітність як
процес, який потребує спостереження та оцінювання.
Для ефективного існування організація має дотримуватися таких принципів підзвітності:
- прозорість;
- участь;
- оцінка;
- оскарження і реагування на скарги.

## Учасники та складові елементи підзвітності
Учасниками підзвітності виступають будь-які люди та організації, що перебувають у так званих відносинах «принципал — агент». Ними можуть бути політики і чиновники, виборці і політики, начальники і підлеглі тощо Але оскільки агент знає більше, ніж принципал (асиметрія інформованості), принципалів може бути декілька, то підзвітність складніша, ніж проста система «принципал — агент».
Елементи підзвітності визначаються тим, перед ким відбувається звітування та у якій формі. Обов'язки звітування визначаються наступним:
- кому здійснюється звітування;
- про що здійснюється звіт;
- як здійснюється звіт.

## Види підзвітності
Підзвітність є складовою частиною існування організацій різного типу. Можна виділити такі види підзвітності
- політична — перед виборцями;
- адміністративна (бюрократична) — перед установами вищого рівня;
- фінансова — перед аудиторськими організаціями;
- юридична — перед судами і трибуналами;
- професійна — перед колегами і галузевими асоціаціями;
- соціальна — перед клієнтами, групами зацікавлених осіб або споживачами.

## Форми підзвітності
Залежно від змісту зобов'язань і виду розрізняють такі види:
- вертикальна (політична, адміністративна, управлінська, юридична);
- діагональна (аудиторські організації, омбудсмени й наглядові установи);
- горизонтальна (соціальна й професійна підзвітність).

Вертикальна підзвітність є зазвичай обов'язкова і передбачає безпосередні санкції. Горизонтальна форма є радше добровільною й опосередкованою. Діагональна є поєднанням двох інших. У горизонтальній або діагональній підзвітностях прямі санкції не передбачені, але можуть бути суворі публічні й політичні наслідки.

## Підзвітність у владі
Одним з принципом розподілу влади є підзвітність. Так у Конституції України визначена підзвітність виконавчих органів влади.

## Соціальна підзвітність
Соціальна підзвітність є взаємодія між владою та громадянським суспільством, яка направлена на максимальне залучення другої сторони у систему прийняття рішень та планування політики. Вона спрямована на зміцнення взаємовідносин між громадянами та державою; посилення значення громадської думки; більш ефективне надання послуг; реальне забезпечення прав людини та боротьбу з корупцією.
Для успішного функціонування механізму соціальної підзвітності необхідна участь громадянського суспільства на всіх етапах реалізації державної та регіональної політики.